# Маноло Кардона
Маноло Кардона (шп. Manolo Cardona) је колумбијски глумац.

## Каријера
У Маноловој 7. години живота родитељи прелазе на баптистичку веру и Мануел постаје „Маноло“. То ће касније користити као своје уметничко име. Са 18. година сели се у Боготу да би завршио школовање на студију финансија и међународних односа. Манолова мајка Нанси Молано бави се психологијом и астрологијом, а отац Хавијер Енрике Кардона цели је живот посветио политици те је уједно био и градоначелник Попајана. Маноло има двоје браће. Старији Франциско је агент, а млађи студира филмску режију на Универзитету у Барселони. Манолова највећа страст је фудбал и дан данас, како сам каже, жали што његова фамилија па ни он нису на време схватили како је то његова највећа страст.
Маноло каријеру започиње као модел у врло раној доби. Његов га је старији брат упознао и одвео у агенцију где је у доби од 14 година потписао први уговор за телевизијску рекламу и тако започео камерцијано радити на телевизији. У 18. години почиње глумити у популарној тв серији "Padres e Hijos" где остаје следеће три године. 1998. године добија своју прву главну улогу у теленовели "Carolina Barrantes". Годину дана касније постаје интернационална звезда успехом теленовеле "Porque Diablos", у којој тумачи лик младића који се придружује нарко организацији с циљем да убије шефа организације како би осветио убиство свог најбољег пријатеља. Затим глуми у једној од најпопуларнијих колумбијских теленовела "Amor a mil". 2002. потписује ексклузивни уговор са телевизијском кућом Телемундо и годину касније започиње глумити у својој првој мексичкој теленовели "Ladrón de corazones" која постиже огроман успех.
2005. године глуми у својем првом биоскопском филму "Росарио Тихерас" (Rosario Tijeras) који је сниман у Колумбији. Филм је базиран према књизи Хорхеа Франкоа и номинован за награду „Гоја“ као најбољи страни филм. 2006. завршава снимање филма "Madrid-Mexico" режисера Енрикеае Рентерија. Исте године се враћа у свет теленовела замењујући Маурисија Охмана у теленовели "Марина". Велики интернационални успех постиже и његова нова ТВ серија "Картел".
Кардона је заједно са браћом власник две продукцијске компаније "11-11" и „Мирамас“. Тренутно живи у Лос Анђелесу али се стално враћа у родну Колумбију.

## Филмографија
| Година:    | Српски назив:           | Оригинални назив: | Улога:              |
| ---------- | ----------------------- | ----------------- | ------------------- |
| 2011.      | /                       |                   | Хуан                |
| 2009.      | Силиконске лепотице     |                   | Мартин Ла Рока      |
| 2009.      | /                       |                   | Давид               |
| 2009.      | /                       |                   | Сантијаго           |
| 2008.      | Картел                  |                   | Мартин              |
| 2008.      | Тиемпо финал            |                   | Пабло               |
| 2008.      | Чивава са Беверли Хилса |                   | Сем Кортез          |
| 2007—2008. | Марина                  |                   | Рикардо             |
| 2005.      | /                       |                   | Гонзало             |
| 2005.      | Росарио Тихерас         |                   | Емилијо             |
| 2004—2005. | Циганке                 |                   | Себастијан Домингез |
| 2003.      | Крадљивац срца          |                   | Густаво Веласко     |
| 2001.      | /                       |                   | Џон Хектор Афанадор |
| 1999.      | /                       |                   | Хуан Дијабло Кантор |
| 1998.      | /                       |                   | Давид               |
| 1995.      | /                       |                   | Николас Франко      |